# Arbanasce
Arbanasce es un pueblo ubicado en la municipalidad de Merošina, en el distrito de Nišava, Serbia.

## Superficie
Posee una superficie de 6,552 kilómetros cuadrados.

## Demografía
Hasta 2011 la población era de 513 habitantes, con una densidad de población de 78,30 habitantes por kilómetro cuadrado.